# Klasa Co-NPC
Co-NP-zupełność – klasa złożoności zawierająca takie problemy klasy Co-NP, że każdy inny problem klasy Co-NP może zostać do nich zredukowany, analogicznie jak dla problemów NP-zupełnych. Ponadto problem dopełniający względem problemu NP-zupełnego jest NP-trudny.